# 呉宗憲
呉宗憲（ジャッキー・ウー、ウー・ゾンシェン 1962年〈民国51年〉9月26日 - ）は、台湾の司会者、歌手、俳優（コメディアン）。通称、憲哥（憲さん）。英文表記はJacky Wu。台南県（現：台南市）出身。

## プロフィール
幼いとき比較的裕福な家庭に育ったが、中学に進学すると父の商売が失敗し生活が苦しくなったため、16歳の時、単身台北へ行き音楽活動を始める。
1987年5月、24歳の時1stアルバムをリリースしデビュー。
その後1994年には「真心換絶情」で金曲奨の最優秀方言歌曲男演唱人賞を受賞する。
同時にバラエティ番組の司会としても活動を始め、知名度を上げる。その後は、台湾のバラエティ番組の司会者として確たる地位を築いた。この間、司会を務めていた素人参加番組に、仲間とともにピアノの演奏者として出演した周杰倫の才能を見抜き、芸能界デビューのきっかけを作った。
2001年にはめちゃ×2イケてるッ!で日本のテレビに登場している。呉宗憲が司会を務めていた「総芸旗艦」がめちゃイケで類似番組として紹介され、めちゃイケのメンバーたちが総芸旗艦のスタジオに乗り込んでお笑い対決をした。その際、呉宗憲は岡村隆史と「リーダー対決」として芸を競い合った。
様々な副業を持っており、自ら芸能プロダクションを構えている他、飲食店なども経営している。

## 出演

### 司会番組
- 超級新人王 - TVBS-G（1996〜1998）
- 我猜我猜我猜猜猜 - 中視（1997〜2012）
- 綜藝旗艦 - 台視（1999〜2003）
- 周日八點黨 - 中視（2000〜2008）
- 天才GO GO GO/天才向前衝 - 華視（2003〜2005）
- 齊天大勝 - 台視（2005〜2007）
- 百戦大勝利 - 東森（2005〜2008）
- 情藝線上 - CCTV（2006〜2007）
- 棒打老虎雞吃蟲 - 中視（2007）
- POWER星期天 - 華視（2008〜2012）
- 王牌大明星 - 東風（2008〜2010）
- 綜藝大熱門 - 東森（2013〜）
- 綜藝玩很大- 中視（2014〜）
- 小明星大跟班 - 中天（2016〜）

### ドラマ
- ふたりのパパ（2013）- 曾大偉 役

### 日本での出演番組
- めちゃ×2イケてるッ! - フジテレビ（2001年）

## 参考
- 吳宗憲 (zh)